# Grzegorz Gajewski (reżyser)
Grzegorz Gajewski (ur. 21 grudnia 1958 w Sanoku) – polski dziennikarz i menedżer telewizyjny, reżyser, scenarzysta i producent.

## Życiorys
Grzegorz Gajewski urodził się 21 grudnia 1958 w Sanoku. Jest wnukiem Adama Gajewskiego. Absolwent I Liceum Ogólnokształcącego im. Komisji Edukacji Narodowej w Sanoku z 1977 (w jego klasie był zaprzyjaźniony z nim Tomasz Beksiński). Podczas nauki licealnej brał udział w konkursach recytatorskich. W okresie nauki szkolnej nadprogramowo uczył się języka angielskiego. Ukończył studia filologii polskiej i filmoznawstwa na Uniwersytecie Jagiellońskim w 1985. Pracę magisterską pisał pt. James Bond. Nowy bohater naszych czasów . Po studiach został pracownikiem Zakładu Filmu i Telewizji UJ, był doktorantem filmoznawstwa na UJ od 1986 do 1989.
Został filmowcem, autorem filmów dokumentalnych, reżyserem i scenarzystą. Podjął współpracę z ośrodkami TVP. Od 1989 był pracownikiem OTV Kraków, w tym od maja 1994 do czerwca 1996 jako zastępca dyrektora ds. programowych. Współtworzył Kronikę Krakowską i prowadził program regionalny w TV Kraków, prowadził audycję Skrzydła bliżej marzeń w TVP2. Przebywał na stypendium w Wavy TV w Norfolk w Stanach Zjednoczonych. Po powrocie do Polski był dyrektorem programowym TV Kraków. Od sierpnia 1996 był zatrudniony w TV Polonia, gdzie pełnił stanowiska szefa redakcji dziedzictwa kulturowego, później był redaktorem i dyrektorem naczelnym do sierpnia 2002. Od maja 2004 był zastępcą kierownika redakcji INFOTAI w Telewizyjnej Agencji Informacyjnej. Od 5 grudnia 2005 do 31 marca 2006 był p.o. dyrektora OTV Białystok, a od marca 2006 do 27 października 2006 dyrektorem tego ośrodka. Od listopada 2006 do stycznia 2009 był dyrektorem TVP3 Wrocław.
Zasiadał w Radzie Programowej Szkoły Menedżerów Kultury Uniwersytetu Jagiellońskiego i w zarządzie Europejskiej Unii Nadawców Etnicznych EEBU Klagenfurt.

## Filmografia
- Sanocczyzna Janusza Szubera (1999)
- Kozak brabancki (2004)
- Ksiądz w ostrogach. Mundur i sutanna (2005)[15][16]
- Latający Holender. Tadeusz Andersz (2009)
- Bierzcie się bracia, do broni (2010)
- Bieszczady w siodle (2011)
- Ostatnia szarża – Wólka Węglowa 1939 (2011)
- Olszynka Grochowska czyli opowieść adiutanta (2011)
- ... to ułani są z Grudziądza (2011)
- Moja Polska – rzecz o prezydencie Ryszardzie Kaczorowskim (2012)
- Ballada o dwóch domach (2012)
- Gdzie niedźwiedzie piwo warzą (2013; zdjęcia: Marian T. Kutiak)
- Sanok
- Dzwony pojednania (2015)[17]
- Dary cioci UNRRY (2015)
- Szrajberka z Auschwitz (2016)
- Dwa życia rotmistrza Majchrowskiego (2017)
- Wieniawa (2018)
- Ostatni bój (2019)
- Wojownicy czasu – Łabiszyn, czyli polska Normandia (2019)
- Wigilie Anny Szałaśnej (2020)

## Nagrody i odznaczenia
- Nagroda na Międzynarodowego Festiwalu Filmów Turystycznych w Zagrzebiu (2013)[18]
- Nominacja do finału XVII konkursu Polsko-Niemieckiej Nagrody Dziennikarskiej im. Tadeusza Mazowieckiego za film Ballada o dwóch domach (2014)[19]
- Odznaka „Honoris Gratia” (2022)[20]